# The Offence
Pour plus de détails, voir Fiche technique et Distribution.
The Offence est un film américano-britannique réalisé par Sidney Lumet et sorti en 1973. Il est basé sur la pièce de théâtre This Story of Yours de John Hopkins, qui a également écrit le scénario. Il s'agit du premier film d'une série de deux que Sean Connery avait négocié avec United Artists, mais à la suite de l'échec commercial de celui-ci, le deuxième a été annulé.
Le film raconte l'histoire du sergent Johnson (Sean Connery), un policier expérimenté qui interroge brutalement un suspect (Ian Bannen) dans une affaire d'agression d'enfant. L'interrogatoire dégénère, conduisant Johnson à battre le suspect à mort. Le film examine les événements qui ont conduit à cet acte et ses conséquences. Il se distingue par son approche non linéaire de la narration, utilisant des flashbacks pour explorer la psyché tourmentée de Johnson. Cette structure narrative complexe reflète l'état mental fragmenté du protagoniste.
À sa sortie, The Offence reçoit des critiques généralement positives mais ne connait pas un grand succès commercial. Certains critiques saluent la performance intense de Connery, qui s'éloigne de son image habituelle de James Bond, tandis que d'autres trouvent le film trop sombre et difficile à regarder. Terrifié par le résultat final, United Artists distribuera très peu le film hors des États-Unis. Grâce au distributeur Swashbuckler Films, il sortira finalement en France en septembre 2007, soit 35 ans après sa réalisation.
Il aborde des sujets controversés pour l'époque, notamment la brutalité policière et les abus sexuels sur mineurs. Il pose des questions sur la nature de la culpabilité et les effets à long terme de l'exposition à la violence sur ceux chargés de faire respecter la loi. The Offence est aujourd'hui considéré comme un film important dans la carrière de Sidney Lumet et de Sean Connery, reconnu pour son exploration sans compromis de thèmes difficiles et sa représentation nuancée de la psychologie d'un policier en crise.

## Synopsis
Le sergent Johnson (Sean Connery) est un policier expérimenté travaillant dans une ville britannique. Après des années de service, il est profondément marqué par les crimes violents et les abus qu'il a vus au cours de sa carrière. Le film commence lorsque Johnson interroge un homme nommé Kenneth Baxter (Ian Bannen), suspecté d'être impliqué dans une série d'agressions sexuelles sur des jeunes filles. Au cours de l'interrogatoire, Johnson perd le contrôle et le bat violemment jusqu'à le tuer. Le reste du film alterne entre trois temporalités : les événements qui ont conduit à l'interrogatoire fatal, l'interrogatoire lui-même et la confrontation entre Johnson et Baxter, ainsi que les conséquences immédiates de l'acte de Johnson, y compris son propre interrogatoire par ses supérieurs.
À travers ces séquences, le film explore l'esprit tourmentée de Johnson, révélant comment son exposition constante à la violence et à la dépravation a érodé sa stabilité mentale. Il examine également la relation complexe qui se développe entre Johnson et Baxter durant l'interrogatoire, où les lignes entre l'interrogateur et le suspect, le policier et le criminel, commencent à s'estomper.

## Fiche technique
- Distributeur : United Artists
- Production : Victor Peck et Denis O'Dell (Artistes Associés)
- Scénario : John Hopkins
- Photographie : Gerry Fisher
- Musique : Harrison Birtwistle
- Pays de production :  Royaume-Uni,  États-Unis
- Langue originale : anglais
- Format : Couleur - 1,85:1 - Son mono
- Genre : drame policier
- Durée : 114 minutes[1]
- Dates de sortie : 
  - Royaume-Uni : 11 janvier 1972[réf. nécessaire]
  - États-Unis : 11 mai 1973
  - France : 12 septembre 2007

## Distribution
- Sean Connery : l'inspecteur Johnson
- Trevor Howard : le surintendant Cartwright
- Ian Bannen : Kenneth Baxter, le suspect
- Vivien Merchant : Maureen Johnson, la femme de Johnson
- Peter Bowles : l'inspecteur Cameron

## Thèmes et style de réalisation
Le film aborde plusieurs thèmes complexes qui enrichissent son intrigue. Tout d'abord, la culpabilité est un thème central. L'inspecteur Johnson est hanté par un acte de violence qu'il a commis, ce qui le pousse à remettre en question sa propre moralité et son rôle en tant que policier. Cette introspection est renforcée par des flashbacks qui révèlent progressivement les événements traumatisants de son passé.
La violence est également un thème prédominant. Le film ne se contente pas de montrer des actes de violence physique, mais explore également la violence psychologique et émotionnelle. Les scènes de combat entre Connery et Ian Bannen, qui joue le suspect Baxter, sont particulièrement intenses et révélatrices des tensions internes des personnages.
Sidney Lumet, connu pour son style réaliste et naturaliste, apporte une profondeur psychologique au film. La mise en scène est sobre et minimaliste, ce qui permet de se concentrer sur les performances des acteurs et les dialogues intenses. Lumet utilise des plans serrés et des angles de caméra inhabituels pour accentuer la claustrophobie et l'isolement des personnages.
La musique du film, composée par Harrison Birtwistle, ajoute une dimension supplémentaire à l'atmosphère sombre et oppressante. La partition, bien que rarement utilisée, est efficace pour souligner les moments clés de l'intrigue.

## Production
L'idée de produire The Offence nait de la volonté de Sean Connery de se démarquer de son rôle emblématique de James Bond et d'explorer des rôles plus dramatiques et psychologiquement complexes. Connery avait précédemment travaillé avec John Hopkins sur le scénario de Opération Tonnerre (1965) et avait été impressionné par sa pièce This Story of Yours, qu'il avait vue lors de sa première représentation à Londres en 1968.
Connery achète les droits de la pièce et demande à Hopkins d'adapter le scénario pour le grand écran. Le projet est soutenu par David V. Picker, PDG de United Artists, qui a accepté de financer deux projets de films de Connery à condition qu'ils coûtent 2 millions de dollars ou moins, en association avec la société de production de Connery, Tantallon Films.
Ayant réalisé deux films avec Sidney Lumet, La Colline des hommes perdus (1965) et Le Dossier Anderson (1971), Connery lui propose le poste de réalisateur. Lumet accepte. Ian Bannen, qui a également joué dans La Colline des hommes perdus, est embauché comme co-star. Le film est tourné avec un petit budget de 385 000 £ en mars et avril 1972 à et autour de Bracknell dans le Berkshire, notamment dans la zone de Wildridings (en) Mill Pond et à Easthampstead (en)'s Point Royal. Les décors intérieurs sont filmés aux studios de Twickenham. Une collection de photos de lieux de tournage et de photographies contemporaines correspondantes est visibles sur reelstreets.com.
Les séquences de combat entre Connery et Bannen sont chorégraphiées, sans crédit, par Bob Simmons, qui a conçu des scènes d'action similaires pour les films de Bond. Le film est la seule partition de Harrison Birtwistle pour le cinéma.
United Artists sort The Offence au début de 1973. C'est un succès critique mais un échec commercial et il ne rapporte pas de profit pendant neuf ans, même en restant inédit dans plusieurs marchés, y compris en France, où il ne sort pas avant 2007. En raison de l'échec commercial du film, United Artists se retire de l'accord de financement de deux films qu'ils ont conclu avec Connery et sa société de production.

## Accueil
Lors de sa sortie en 2007, les critiques françaises accueillirent avec un grand enthousiasme cette production maudite et atypique.
Thomas Sotinel, dans Le Monde, souligne la bravoure de Sean Connery : « On est saisi par le courage de l'acteur qui non seulement met en pièce l'image qui a fait de lui une star planétaire, mais encore construit un personnage fascinant de violence, de cruauté et d'ambivalence morale. »
Le site Cinétrange souligne : « Le film s’ouvre par une longue séquence au ralenti qui, loin d’être un effet gratuit, immerge le spectateur dans une ambiance étouffante, à la limite du cauchemar éveillé, impression confirmée par des cadrages insolites et une photographie blafarde signée par le grand Gerry Fisher (Mr. Klein, Highlander, Wolfen). »
Si Christian Viviani, de Positif, parle d'un « digne mais mineur », Amélie Dubois, journaliste aux Inrocks, évoque les audaces formelles comme une vraie réussite cinématographique : « Jonché de ces obstacles impitoyables, le film épouse une architecture impressionnante, inscrite dans l’urbanisme glauque de l’Angleterre des Seventies ; son montage éclaté, fulgurant et glacial impose de façon implacable ce qui dépasse la raison. »
Enfin, Carole Wrona pour le site Critikat, analyse le caractère "barbare" du film : « Ce col en fourrure qu’il porte et qui le distingue de ses collègues annonce la bête qui sommeille, cette moustache qui barre son visage fait écho à celle, longue, en forme de canines dévoratrices, de Baxter. »

## Autour du film
- À la suite de l'échec des négociations avec George Lazenby pour continuer à jouer le rôle de James Bond après Au service secret de Sa Majesté en 1969, Albert R. Broccoli et Harry Saltzman furent amenés, à la demande du studio United Artists, à faire à nouveau appel à Sean Connery. Celui-ci exigea et obtint des conditions très favorables sur Les Diamants sont éternels. Parmi les clauses du contrat, figurait le financement de deux films par United Artists au libre choix de l'acteur. The Offence fut le seul film produit dans le cadre de ce contrat. Un deuxième projet, une adaptation de Macbeth avec une distribution d'acteurs écossais, fut abandonné en raison de la sortie peu avant d'une autre adaptation par Roman Polanski.
- Le film fut bloqué et mal distribué par peur de ternir l'image de Sean Connery. The Offence aurait pu porter préjudice aux recettes du film Les Diamants sont éternels.
- Durant 35 ans, The Offence ne fut pas diffusé en France. Ni au cinéma, ni à la télévision.[réf. nécessaire]
- Selon Sébastien Tiveyrat, responsable de la sortie du film en 2007, The Offence n'avait aucun visa d'exploitation. Le seul négatif existant était dans un état épouvantable et nécessita une restauration complète de 6 mois.
- Il n'y a pas de titre français. The Offence est le titre original.
- Bien que n'ayant jamais bénéficié d'une sortie en France, on trouve parfois un titre français dans certains dictionnaire de cinéma : L'inspecteur Johnson enquête.
- Sean Connery renonça à son salaire (contrat global) et participa à l'écriture du film.
- Le film aborde le thème de la pédophilie de manière frontale.
- C'est l'unique travail, pour le cinéma, du compositeur de musique expérimentale : Harrison Birtwistle.
- Avant The Offence, les images mentales subliminales apparaissaient déjà chez Sidney Lumet dans Le Prêteur sur gages.
- Certaines scènes se déroulent dans une telle obscurité que les photogrammes ne sont même pas impressionnés par une quelconque lumière (Ex.: Apparition de Baxter).
- C'est le rôle le plus noir de Sean Connery.
- The Offence forme, avec La Loi du milieu de Mike Hodges (1971) et Salaud de Michael Tuchner (1971), un triptyque sur la criminalité dans les banlieues anglaises sordides du début des années 1970. Ces trois films furent violemment rejetés par le public de l'époque.